# Тёфукудзи
Тёфукудзи (яп. 長福寺, «Храм вечного счастья») — буддийский храм школы Сингон направления Омуро в городе Мимасака префектуры Окаяма, Япония.
Трёхъярусная пагода храма включена в число ценных культурных приобретений Японии и является древнейшим деревянным сооружением на территории префектуры Окаяма. Вместе с пагодой в число ценных культурных приобретений включён главный объект поклонения храма — деревянная статуя одиннадцатиликой бодхисаттвы Каннон.

## История
Согласно храмовому преданию, храм был основан в 757 году китайским монахом Кандзином по указу японской императрицы Кокэн для молитв за вечность императорской династии и стабильность в государстве. Подобная легенда отображена в источниках XVII—XIX веков, однако достоверных сведений об истории храма до средних веков нет. Храм располагался на горе Макияма (яп. 真木山), но затем был перемещён к подножию этой горы.
В XII веке храм пришёл в упадок, однако в 1285 году был отстроен монахами школы Тэндай как монастырь. Во времена наибольшего расцвета в Тёфукудзи насчитывалось около 65 монахов. В конце XIV века он перешёл к школе Сингон.
В период Эдо (1603—1868) в Тёфукудзи насчитывалось 20-40 монахов. В средине XIX века японское правительство начало кампанию против засилия буддизма в стране и разделило монастырь на четыре отдельных храма. Однако после пожара 1876 года, когда три внутренних храма сгорели, остался только один, который сегодня известен как Тёфукудзи. До XIX века женщинам запрещалось посещать его, но в 1818—1829 годах это табу было снято.
В 1928 году храм частично переместили с вершины горы Макияма к её подножию. В 1951 году оставшиеся на вершине сооружения окончательно установили на равнине под горой. Среди них была знаменитая трёхъярусная пагода.